# SABCA
Société anonyme belge de constructions aéronautiques (~ Belgická akciová společnost pro leteckou výrobu), známější pod zkratkou SABCA či S.A.B.C.A., je belgický letecký výrobce, v současné době součást skupiny Dassault. Působí v oblasti civilního i vojenského letectví a kosmického průmyslu.

## Přehled
SABCA byla založena roku 1920 a od té doby se podílela na mnoha výrobních programech v oblasti vojenského i civilního letectví a kosmických letů. Svou činnost koncentruje do tří odlišných oblastí trhu - výroby draků letadel nebo jejich prvků, výroby ovládacích prvků (servomotory) a údržbu a modernizaci letadel. Disponuje jak vlastními výrobními tak i konstrukčními kapacitami.

## Provozy
Společnost vykonává svou činnost ve třech hlavních lokacích:
- Brusel-Haren: sídlo společnosti a jejího ústředí
- Gosselies-Charleroi (Hainaut): údržba a modernizace vojenských letadel a vrtulníků, logistická a technická podpora klientů
- Lummen (Limbourg): výroba kompozitních součástek pro podmínky vysokého zatížení

## Podnikatelské výsledky
V první polovině roku 2005 vyprodukovala 2,27 milionů eur čistého zisku při obratu 53,79 milionů eur.
V roce 2007 dosáhla obratu 126 milionů eur, z toho 92 % z exportních zakázek, při 990 zaměstnancích.

## Výrobky
- SABCA Julien - dvojplošník
- SABCA Castar (1923) - dvojplošník
- SABCA Camgul (1925) - jednomotorový dvojplošník
- SABCA S.2 (1926) - jednomotorový dopravní letoun
- SABCA S.11 (1931) - třímotorový dopravní letoun
- SABCA S.12
- SABCA S.20 (1935)
- SABCA S.30 (1936)
- SABCA S.40 (1939) - cvičný letoun
- SABCA S.45 - licenční výroba Caproni Ca.135
- SABCA S.46 - licenční výroba Caproni Ca.310
- SABCA S.47 - licenční výroba Caproni Ca.335
- SABCA S.48 - licenční výroba Caproni Ca.312